# Gossleriellaceae
Famille
Les Gossleriellaceae sont une famille d'algues de l'embranchement des Bacillariophyta (Diatomées), de la classe des Coscinodiscophyceae et de l’ordre des Stellarimales.

## Étymologie
Le nom de la famille vient du genre type Gossleriella, que Franz Schütt (d) a dû dédier à Gustav von Gossler, ministre de l'Éducation qui, par sa médiation, permit le financement de l'expédition océanographique de Hensen en 1889.

## Description
Le Gossleriella se présente sous la forme de cellules solitaires, discoïdes avec un anneau d'épines rapprochées, épaisses et fines, rayonnantes ; les épines sont toutes de longueur similaire (environ la moitié du diamètre de la cellule).

## Liste des genres
Selon AlgaeBase (25 juillet 2022) :
- Gossleriella Schütt, 1892

## Systématique
Le nom correct complet (avec auteur) de ce taxon est Gossleriellaceae Round, 1990.

## Publication originale
- Round, F.E., Crawford, R.M. & Mann, D.G. (1990). The diatoms biology and morphology of the genera.  pp. [i-ix], 1-747. Cambridge, Cambridge University Press.